# ボヴァーナート
ボヴァーナート（ペルシア語: بوانات, Bavānāt）とは、イランのファールス州ボヴァーナート郡中央地区の都市で、地区と郡の中心都市に定められている。旧称はスーリヤーン（ペルシア語: سوریان）。標高は2,857m。2016年当時の人口は9,776人、2,975世帯。